# La Bande à Grobo
La Bande à Grobo est une émission de télévision luxembourgeoise pour la jeunesse présentée par Claude Rappé et Anouchka Sikorski, puis par Anne Lorric et Franck Olivier, avec la complicité du robot Grobo et diffusée le mercredi après-midi sur RTL Télévision à partir du 5 septembre 1984. En 1985, l'émission est diffusée tous les midis jusqu'au 25 juin 1986.
Cette émission a succédé à partir de septembre 1984 à Citron Grenadine.

## Principe de l'émission
Grobo était un robot articulé et clignotant, qui accueillait les enfants dans son vaisseau avec Claude Rappé et Anouchka Sikorski pour différentes séquences entrecoupées de séries et dessins animés comme Princesse Saphir ou Astro, le petit robot.
Les enfants envoyaient toutes les semaines des dessins qu'Anouchka n'hésitait pas à montrer à l'écran.

## Présentateurs
- Claude Rappé et Anouchka Sikorski : 1984-1985
- Anne Lorric et Franck Olivier : 1985-1986

En 1985, Anne Lorric est engagée par Jean Stock et Michèle Navadic, directrice des programmes pour enfants, pour produire et présenter l'émission.